# San Vittore (Missaglia)

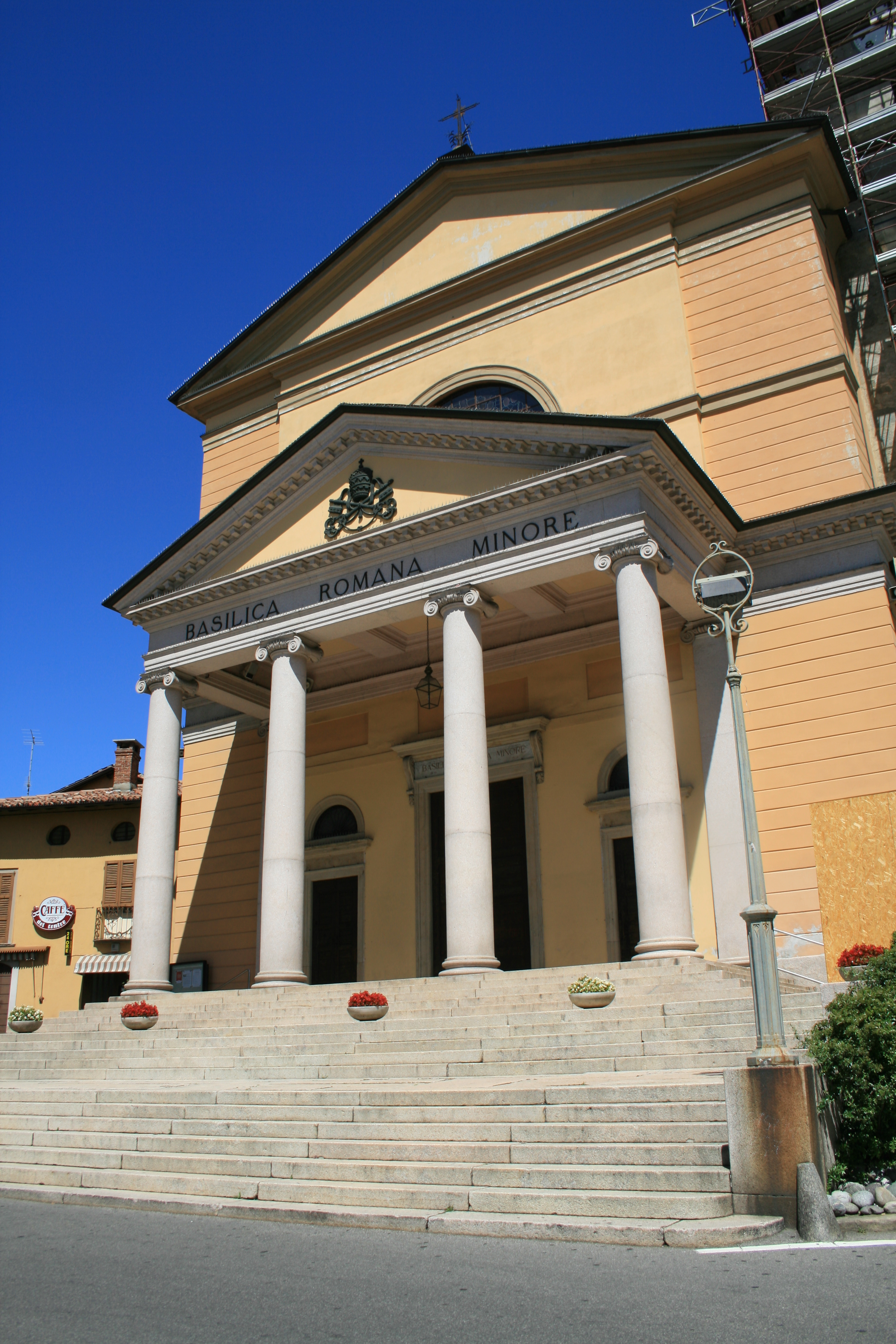
Basilika San Vittore

Die Basilika San Vittore ist eine Kirche in Missaglia in der Lombardei, Italien. Die Propsteikirche des Erzbistums Mailand ist dem Märtyrer Victor von Mailand gewidmet und trägt den Titel einer Basilica minor. Das klassizistische Gebäude wurde Mitte des 19. Jahrhunderts errichtet.

## Geschichte
Die ersten Hinweise auf die Existenz einer Kirche in Missaglia stammen aus dem späten 8. Jahrhundert. 1617 wurde das daneben stehende Baptisterium Johannes dem Täufer abgerissen. Wegen der stark gewachsenen Stadt wurde im Jahr 1844 zur Errichtung eines größeren und repräsentativeren Neubaus auf Betreiben von Probst Francesco Garavaglia die ursprüngliche Kirche San Vittore niedergelegt. Die anschließende Grundsteinlegung erfolgte am 1. Mai 1844. Der Bau nach Plänen des Architekten Giacomo Moraglia wurde in etwas mehr als zwei Jahren abgeschlossen. Am 1. November 1846, zum Fest Allerheiligen, segnete der Propst die neue Kirche. Zum einhundertjährigen Bestehen erhob Papst Pius XII. am 30. Juli 1946 die Kirche in den Rang einer Basilica minor. Am 14. August desselben Jahres, dreihundert Jahre nach der ersten Krönung, krönte Alfredo Ildefonso Schuster, Erzbischof von Mailand, Unsere Liebe Frau von Mariä Himmelfahrt mit einem neuen Diadem, einem Geschenk der Bräute und Mütter der Soldaten des Zweiten Weltkriegs. Erzbischof Dionigi Tettamanzi weihte im Mai 2006 den neuen Altar am Ende der zwei Jahre dauernden Restaurierungsarbeiten im Inneren der Basilika.

## Beschreibung
Die im klassizistischen Stil errichtete einschiffige Kirche besitzt einen kreuzförmigen Grundriss mit einer niedrigen Vierungskuppel. Der erhöhte Chor schließt mit einer runden Apsis, das Kirchenschiff ist mit Tonnengewölben überspannt. Vor der Eingangsfassade mit drei Pforten erhebt sich ein Portikus auf vier Säulen. Der quadratische Glockenturm wurde auf der rechten Seite des Eingangsbereichs positioniert.
Der Innenraum ist umfangreich ausgemalt, so mit einer Darstellung der Mariä Himmelfahrt. Die Orgel über dem Eingang stammt aus dem Jahr 1850 und wurde mehrfach überarbeitet, sie hat heute 2549 Pfeifen, die über zwei Manuale und ein Pedal bespielt werden.